# Губаз I
Губаз (Гобаз)I  (*груз. გუბაზი; грец. Γουβάζης; д/н — бл. 468) — цар Лазики близько 456—465 років.

## Життєпис
Онук царя Мірдата. Син Бакура II, царя Лазики. Згадується в «Готській історії» Пріска Панійського, «Житті Даниїла Стовпника» і «Життя Вахтанга Горгасала» Джуаншера Джуаншеріані.
Посів трон за декілька років до 456 року до н. е. На цей час Лазика значно підвищила свій авторитет на Кавказі (всалами царства були Абазгія, Апсілія, Саніґія), перетворивши у фактично незалежного васала Східної Римської імперії.
Цар лазики спрямував зусилля на здобуття повної незалежності, розраховуючи скористатися труднощами імперії на балканському півострові. Проявом цього стало оголошення Губазом I 456 року своїм співцарем сина (ім'я невідоме, можливо Цате) без згоди імператора Маркіана. У відповідь останній відправив війська проти лазики. Перебіг подій достеменно невідомий, але ймовірно Губаз I зазнав поразки, його столицю Археополіс було захоплено й сплюндровано. Втім Губаз I закріпився у горах, де продовжив боротьбу. Імператорська армія не змогла на тривалий час закріпитися у лазиці, зрешту повернувшись до себе.
Цар вирішив укласти союз з сасанідським царем Єздигердом II, але той в цей час вів запеклу війну з племенами ефталітів. Водночас проти Лазики виступив Вахтанг I, цар Іберії, союзник Східної Римської імперії. Він зумів захопити області Саніґії, а Абазгія здобула незалежність.
Тому зрештою Губаз I вимушен був укласти мирну угоду з імперією, погодившись визнати її зверхність та зректися влади на користь сина. 466 року прибув до Константинополя, де зрештою опинився в почті імператора Лева I. разом з яким, зокрема, відвідав Даниїла Стовпника. Помер колишній лазицький цар близько 468 року або невдовзі після цього.